# Zbigniew Dulkiewicz
Zbigniew Franciszek Dulkiewicz (ur. 3 czerwca 1949 w Gdańsku, zm. 17 kwietnia 2002 tamże) – polski specjalista ekonomiki transportu i polityk, działacz opozycji w PRL. Ojciec prezydent Gdańska Aleksandry Dulkiewicz.

## Życiorys
W 1968 ukończył Technikum Łączności w Gdańsku. W latach 1969–1983 pracował w Biurze Projektów Dróg i Mostów w Gdańsku. Na początku lat 70. działał w Duszpasterstwie Akademickim prowadzonym przez o. Ludwika Wiśniewskiego. Od 1977 był działaczem Ruchu Obrony Praw Człowieka i Obywatela, a w 1979 współtworzył Ruch Młodej Polski. W sierpniu 1980 kolportował niezależne pisma i ulotki, a następnym miesiącu został działaczem NSZZ „Solidarność”. W 1981 ukończył studia na Wydziale Ekonomiki Transportu Wyższych Studiów Zawodowych Uniwersytetu Gdańskiego. Po wprowadzeniu stanu wojennego ponownie kolportował niezależne pisma, pomagał też w ukrywaniu działaczy „Solidarności”. Od 1983 do 1990 prowadził zakład rzemieślniczy w Gdańsku. W latach 1990–1998 był dyrektorem biura Sejmiku Samorządowego Województwa Gdańskiego, a od 1999 do 2002 biura poselskiego Macieja Płażyńskiego.

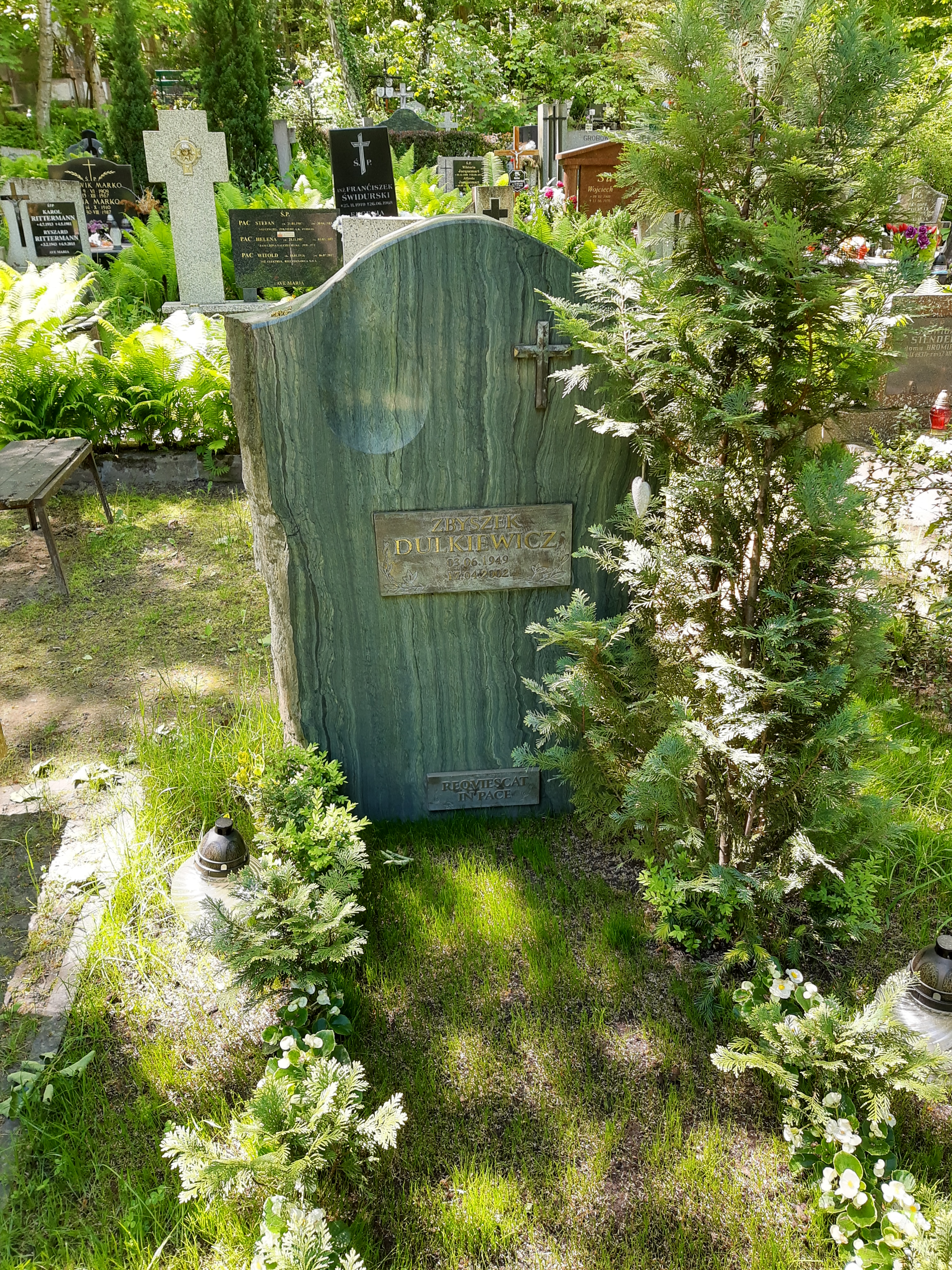
Grób Zbigniewa Dulkiewicza na Cmentarzu Srebrzysko

Należał do powołanej w 1991 Koalicji Republikańskiej, z którą w 1992 przystąpił do Partii Konserwatywnej, a z nią z kolei w 1997 do Stronnictwa Konserwatywno-Ludowego, w którym pełnił funkcję sekretarza zarządu wojewódzkiego w Gdańsku. W 2001 przeszedł do Platformy Obywatelskiej.
W 2009 został pośmiertnie odznaczony Krzyżem Oficerskim Orderu Odrodzenia Polski.
Pochowany na cmentarzu Srebrzysko w Gdańsku (rejon VI, taras I).

## Życie prywatne
Syn Stanisława i Sabiny z domu Marcinkowskiej. Jego żoną była Izabela z domu Łoś (ur. 1953), także działaczka RMP. Mieszkali przy ul. Podwale Staromiejskie w Gdańsku. Oprócz Aleksandry, mieli również młodszą córkę Martę.